# Мала Єльня
Мала Єльня (рос. Малая Ельня) — присілок в Кстовському районі Нижньогородської області Російської Федерації.
Населення становить 101 особу. Входить до складу муніципального утворення Большеєльнинська сільрада.

## Історія
Від 2009 року входить до складу муніципального утворення Большеєльнинська сільрада.

## Населення
| 2002 | 2010 |
| ---- | ---- |
| 95   | ↗101 |